# Мобильный робототехнический комплекс
Моби́льный робототехни́ческий ко́мплекс (робототехнический комплекс) — совокупность программно-алгоритмических и аппаратных решений обеспечивающих комплексную автоматизацию выполнения группы поставленных задач. Другими словами, совокупность мобильных роботов и систем управления соответствующих мобильных роботов.
Примером мобильного робототехнического комплекса специального назначения является Мобильный робототехнический комплекс Ижевского радиозавода.
Моби́льный Робототехни́ческий Ко́мплекс Ижевского радиозавода (МРК) — дистанционно управляемая безэкипажная боевая единица повышенной проходимости на гусеничном ходу, предназначенная для обнаружения и уничтожения стационарных и подвижных целей, огневой поддержки и войсковой разведки, маневровых задач.

## История
Комплекс разработан АО «Ижевский радиозавод».
Впервые был показан на выездном заседании Коллегии Минобороны России 31 июля на испытательном полигоне близ Санкт-Петербурга под руководством министра обороны России генерала армии Сергея Шойгу. Был продемонстрирован 25 сентября 2013 г. на выставке Russia Arms Expo

## Назначение
Робототехнический комплекс предназначен для ведения войсковой разведки, огневой поддержки войсковых подразделений, охраны и обороны военных объектов, мест дислокации, установки датчиков КРСС различного типа.

## Состав
- Гусеничное шасси повышенной проходимости, бензиновый двигатель.
- Оружейная платформа с основным стрелково-гранатометным модулем.
- Средства дифференцированного бронирования МРТК.
- Система управления движением МРТК.
- Система наведения оружия на цель.
- Бортовой комплекс аудио и видео средств движения, кругового обзора, бортового вооружения, системы технологической связи.
- Дальномерный телетепловизионный модуль.
- Автономный аварийный маяк.
- Бортовая цифровая система дистанционного управления и передачи информации.
- Выносные пульты управления ходом платформы и управления оружием.
- Дополнительное оборудование. ЗИП.

Базовое шасси гусеничного типа обеспечивает передвижение в условиях городской инфраструктуры по бетонным, асфальтовым, мраморным, деревянным, плотным грунтовым и песчаным площадкам. Малое удельное давление на грунт (около 3,5 КПа), отношение массы шасси к мощности двигателя обеспечивают высокую проходимость по заснеженным и заболоченным участкам. Передвижение на пересеченной местности по твердым почвам, в гололедицу, по опавшим листьям, по траве высотой до 2 метров, снегу глубиной до 500 мм, в дождь, по залитым водой поверхностям глубиной до 500 мм. Система курсовой устойчивости позволяет, автоматически применяя торможение и изменяя тягу двигателя, корректировать управление МРТК при движении по скользкой поверхности или поверхности с разными покрытиями сторон колеи.
Комплекс оснащен интеллектуальным блоком сопряжения с бортовой системой дистанционного управления, поэтому:
- контролируются все параметры генераторной установки: контроль уровня, температуры и давления масла, рабочих оборотов в зависимости от нагрузки
- контролируется температурный режим генераторной установки с функцией активного охлаждения
- возможна работа как в ручном (принудительный пуск системы) так и в автоматическом режиме (автоматический запуск в зависимости от состояния аккумуляторной секции или нагрузки на бортовую сеть).

Комплекс включает в себя секцию сменных аккумуляторных батарей и интеллектуального блока обеспечения работы источников питания (заряд аккумулятор, преобразование напряжения (12 В,24 В, 48 В — в зависимости от типа потребления), контроль уровня разряда, контроль состояния, контроль тока, функция защиты по току, напряжению и температуре).
План развития и модернизации МРТК «Волк-2» включает в себя создание ряда дополнительных систем, повышающих его тактико-технические характеристики.

### Интеллектуальная система обнаружения локальных неровностей и объектов на местности
Данная система позволяет осуществлять планирование движения и объезда препятствий в заранее неопределенной среде с возможным ограничением свободного пространственного передвижения.

### Система автоматической стабилизации МРТК
Данная система позволяет осуществлять управление движением МРТК по сложным негладким поверхностям с учётом ударов, возникающих при наезде колеса на препятствие, и в нештатных ситуациях (блокировка колес, проскальзывание ведущих колес и др.).

### Система автоматического движения
Система позиционирования позволяет планировать маршрут МРТК посредством ввода координат точек маршрута, а также отслеживать его выполнение.

### Система трехмерного представления образа движения и работы МРТК
Система осуществляет образное отображение составных частей МРТК на экране оператора управления в виде графической трехмерной модели с мнемонической индикацией состояния узлов и агрегатов.

### Работа МРТК в автоматизированном режиме
Работа МРТК осуществляется по заранее заданным параметрам — заданию. Система анализа выполненного задания. Система анализа выполненного задания предназначена для сравнения параметров боевого задания и данных, полученных со сторонних средств целеуказания и с пульта управления командира расчета, с действиями (движение, стрельба и др.), реально выполненными МРТК, и разбора команд управления, введенных оператором посредством пульта управления.

## ТТХ
- Габаритные размеры, мм — 3700×1750×1400;
- Масса — 980 кг;
- Скорость движения — 45 км/ч;
- Преодолеваемые препятствия на подъём — 45°;
- Преодолеваемые препятствия стенка — 0,4 м;
- Максимальная дальность управления по радио — 10 км;
- Время автономной работы в движении — 10 часов;
- Время автономной работы на боевом дежурстве — 7 суток;

## Галерея

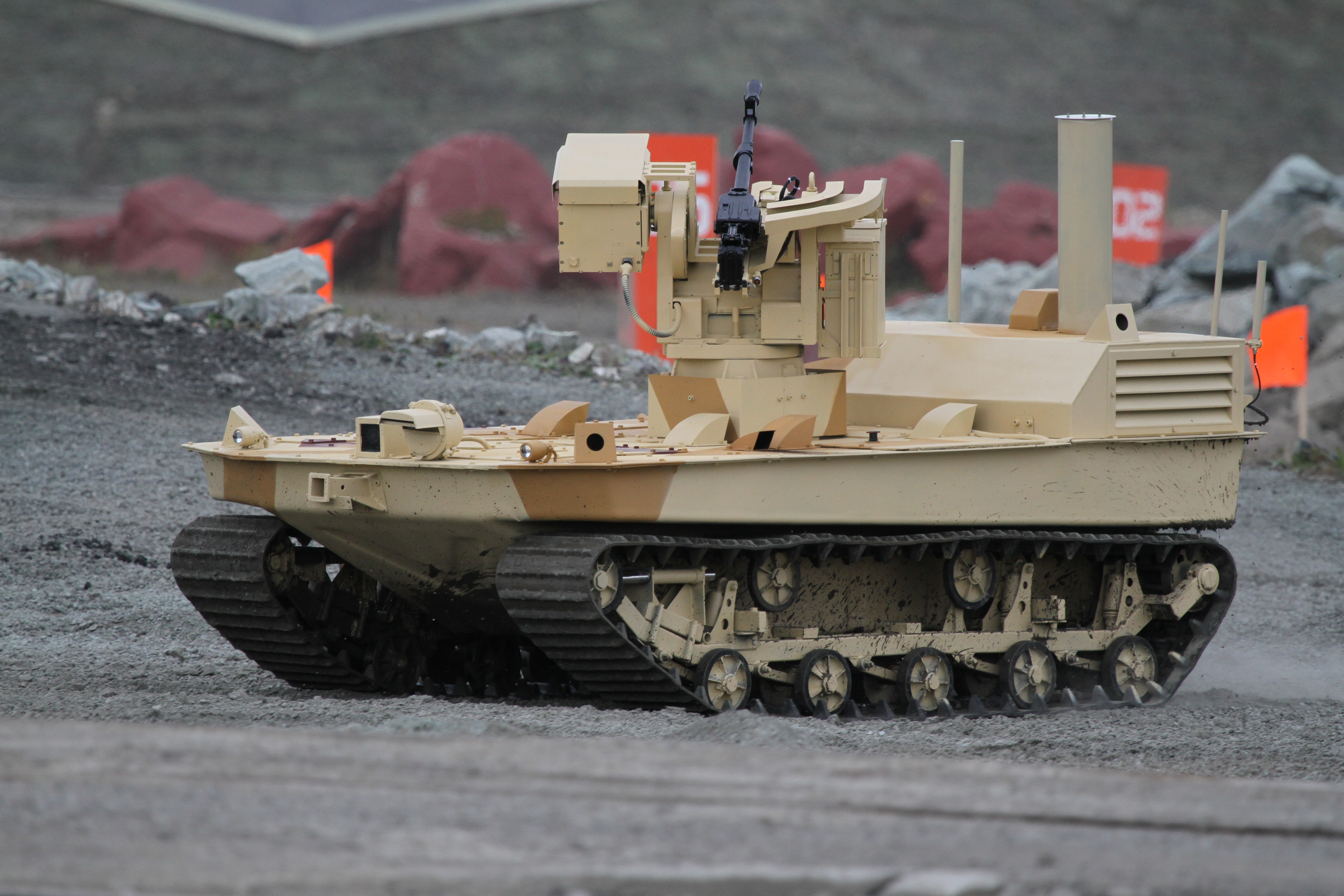
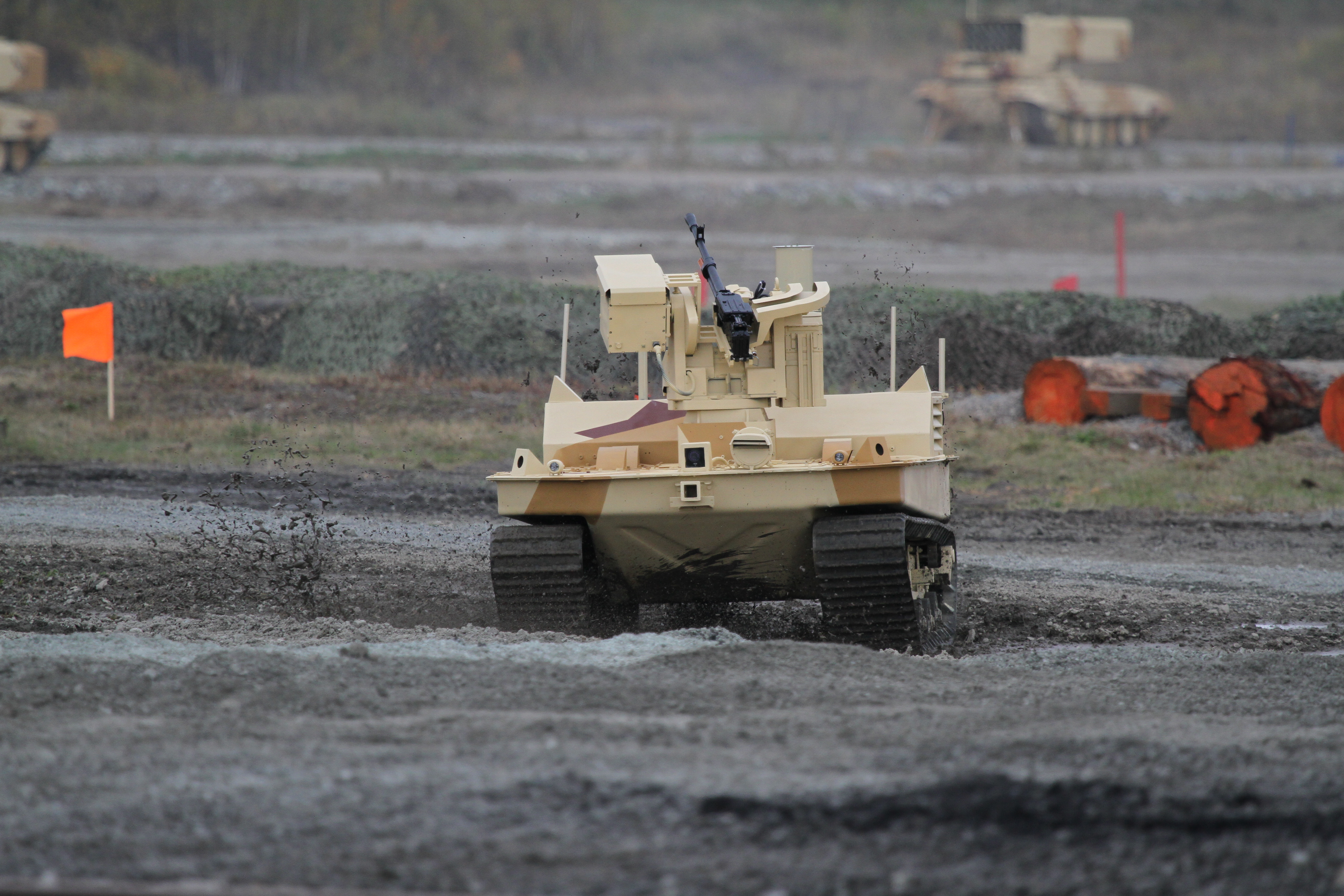